# Olios abnormis
Olios abnormis là một loài nhện trong họ Sparassidae.
Loài này thuộc chi Olios. Olios abnormis được John Blackwall miêu tả năm 1866.